# Hachettea
Hachettea austrocaledonica é uma espécie de planta parasita da família Balanophoraceae. É endémica da Nova Calcedónia e é a única espécie do género Hachettea. O seu parente mais próximo é Dactylanthus da Nova Zelândia.